# Erebia ribasi
Erebia ribasi är en fjärilsart som beskrevs av Marten 1948. Erebia ribasi ingår i släktet Erebia och familjen praktfjärilar. Inga underarter finns listade i Catalogue of Life.